# Kitahiroshima, Hiroshima
Kitahiroshima (japanska: 北広島町 ?, Kitahiroshima-chō) är en landskommun i Hiroshima prefektur i Japan. Kommunen bildades 2005 genom en sammanslagning av kommunerna Chiyoda, Geihoku, Ōasa och Toyohira. Namnet betyder "Norra Hiroshima".